# Unité urbaine de Bastia
L'unité urbaine de Bastia est une unité urbaine française centrée sur la commune de Bastia, préfecture et première ville du département de la Haute-Corse au cœur de la deuxième unité urbaine de la région Corse.

## Données générales
Dans le zonage réalisé par l'Insee en 2010, l'unité urbaine était composée de sept communes.
Dans le nouveau zonage réalisé en 2020, elle est composée des sept mêmes communes.
En 2022, avec 71 116 habitants, elle représente la 1re unité urbaine du département de Haute-Corse et elle occupe le 2e rang dans la région Corse.
En 2022, sa densité de population s'élève à 632 hab/km2. Par sa superficie, elle ne représente que 2,4 % du territoire départemental mais, par sa population, elle regroupe 38,39 % de la population du département de la Haute-Corse.
La communauté d'agglomération de Bastia, qui compte cinq communes (Bastia, Furiani, San-Martino-di-Lota, Santa-Maria-di-Lota et Ville-di-Pietrabugno), est comprise dans l'unité urbaine de Bastia.

## Composition 2020 de l'unité urbaine
Elle est composée des sept communes suivantes :
| Nom                   | Code Insee | Département | Statut       | Superficie (km2) | Population (dernière pop. légale) | Densité (hab./km2) | Modifier                                    |
| --------------------- | ---------- | ----------- | ------------ | ---------------- | --------------------------------- | ------------------ | ------------------------------------------- |
| Bastia (ville-centre) | 2B033      | Haute-Corse | ville-centre | 19,38            | 47 459 (2022)                     | 2 449              | modifier les données · modifier les données |
| Biguglia              | 2B037      | Haute-Corse | banlieue     | 22,27            | 7 638 (2022)                      | 343                | modifier les données · modifier les données |
| Brando                | 2B043      | Haute-Corse | banlieue     | 22,22            | 1 558 (2022)                      | 70                 | modifier les données · modifier les données |
| Furiani               | 2B120      | Haute-Corse | banlieue     | 18,49            | 6 308 (2022)                      | 341                | modifier les données · modifier les données |
| San-Martino-di-Lota   | 2B305      | Haute-Corse | banlieue     | 9,54             | 2 996 (2022)                      | 314                | modifier les données · modifier les données |
| Santa-Maria-di-Lota   | 2B309      | Haute-Corse | banlieue     | 13,20            | 1 970 (2022)                      | 149                | modifier les données · modifier les données |
| Ville-di-Pietrabugno  | 2B353      | Haute-Corse | banlieue     | 7,53             | 3 187 (2022)                      | 423                | modifier les données · modifier les données |

## Évolution démographique
| 1968   | 1975   | 1982   | 1990   | 1999   | 2006   | 2011   | 2016   | 2022   |
| ------ | ------ | ------ | ------ | ------ | ------ | ------ | ------ | ------ |
| 45 329 | 51 743 | 56 084 | 53 780 | 55 602 | 63 471 | 65 693 | 67 985 | 71 116 |

#### Données générales
- Unité urbaine en France
- Aire d'attraction d'une ville
- Liste des unités urbaines de France

#### Données démographiques en rapport avec l'unité urbaine de Bastia
- Aire d'attraction de Bastia
- Arrondissement de Bastia

#### Données démographiques en rapport avec la Haute-Corse
- Démographie de la Haute-Corse